# Транспорт в Чад
Транспортната инфраструктура на Чад е силно ограничена. Железопътни линии не съществуват. Речният транспорт е развит единствено в южните части на страната. Почти цялата пътна система се състои от коловози, пътеки и черни пътища. Населението се придвижва предимно с помощта на животни – коне, магарета, камили. Снабдяване с гориво има само в южните части на страната. Черните пътища стават непроходими през влажния сезон.

## Магистрали
общо: 33 400 км

асфалтирани: 550 км

неасфалтирани: 32 850

## Летища
общо: 55
- с асфалтирани писти: 7
  - над 3047 м – 2
  - от 2438 до 3047 м – 3
  - от 1524 до 2438 м – 1
  - под 914 м – 1
- с неасфалтирани писти: 48
  - от 1524 до 2437 м – 16
  - от 914 до 1523 м – 21
  - под 914 м – 11

## Други
нефтопроводи – 205 км

речни пътища – 2000 км